# Anomoia asiatica
Anomoia asiatica är en tvåvingeart som först beskrevs av Kandybina 1972.  Anomoia asiatica ingår i släktet Anomoia och familjen borrflugor.
Artens utbredningsområde är Mongoliet. Inga underarter finns listade i Catalogue of Life.